# Arcade (Italia)
Arcade es una localidad y comune italiana de la provincia de Treviso, región de Véneto, con 4.265 habitantes.

## Evolución demográfica
| Gráfica de evolución demográfica de Arcade entre 1861 y 2001 |
|                                                              |
| Fuente ISTAT - elaboración gráfica de Wikipedia              |